# Matràs (eina)
Un matràs és un piló de fusta de forma cilíndrica i d'uns vint centímetres de gruixa, reforçat amb cercles de ferro i utilitzat en les construccions de pedra en sec. La part superior de l'eina, molt més prima, fa de mànec. La seva finalitat és pitjar les pedres d'un empedrat.